# برخاسته از مرگ
برخاسته از مرگ یا پیامد مرگ (به انگلیسی: Wake of Death) یک فیلم اکشن آمریکایی محصول سال ۲۰۰۴ به کارگردانی فیلیپ مارتینز با بازی ژان-کلود ون دام است. در ابتدا رینگو لام کارگردان اصلی بود، اما پس از چند هفته فیلمبرداری در کانادا پروژه را ترک کرد. پس از آن سس سیلورا جایگزین لام شد که پس از دو هفته فیلمبرداری در کیپ‌تاون آفریقای جنوبی اخراج شد. این فیلم در سینماهای برخی کشورها منتشر شد، اما در اکثر جاها مستقیماً به صورت فیلم ویدئویی منتشر شد.

## خلاصه داستان
پس از کشته شدن وحشیانه همسرش، افسر سابق پلیس جنگی خونین علیه مافیای چینی آغاز می‌کند و...

## بازیگران
- ژان کلود ون دم در نقش بن آرچر
- سیمون یام در نقش سان کوئین
- فیلیپ تان در نقش هان
- پیر مارایس در نقش نیکلاس آرچر
- والری تیان در نقش کیم
- تونی شینا در نقش تونی
- کلود هرناندز در نقش ریموند
- لیسا کینگ در نقش سینتیا آرچر
- تام وو در نقش اندی وانگ(رئیس گروه آمریکن تریدز)